# Psychologie de la religion
 (novembre 2015).

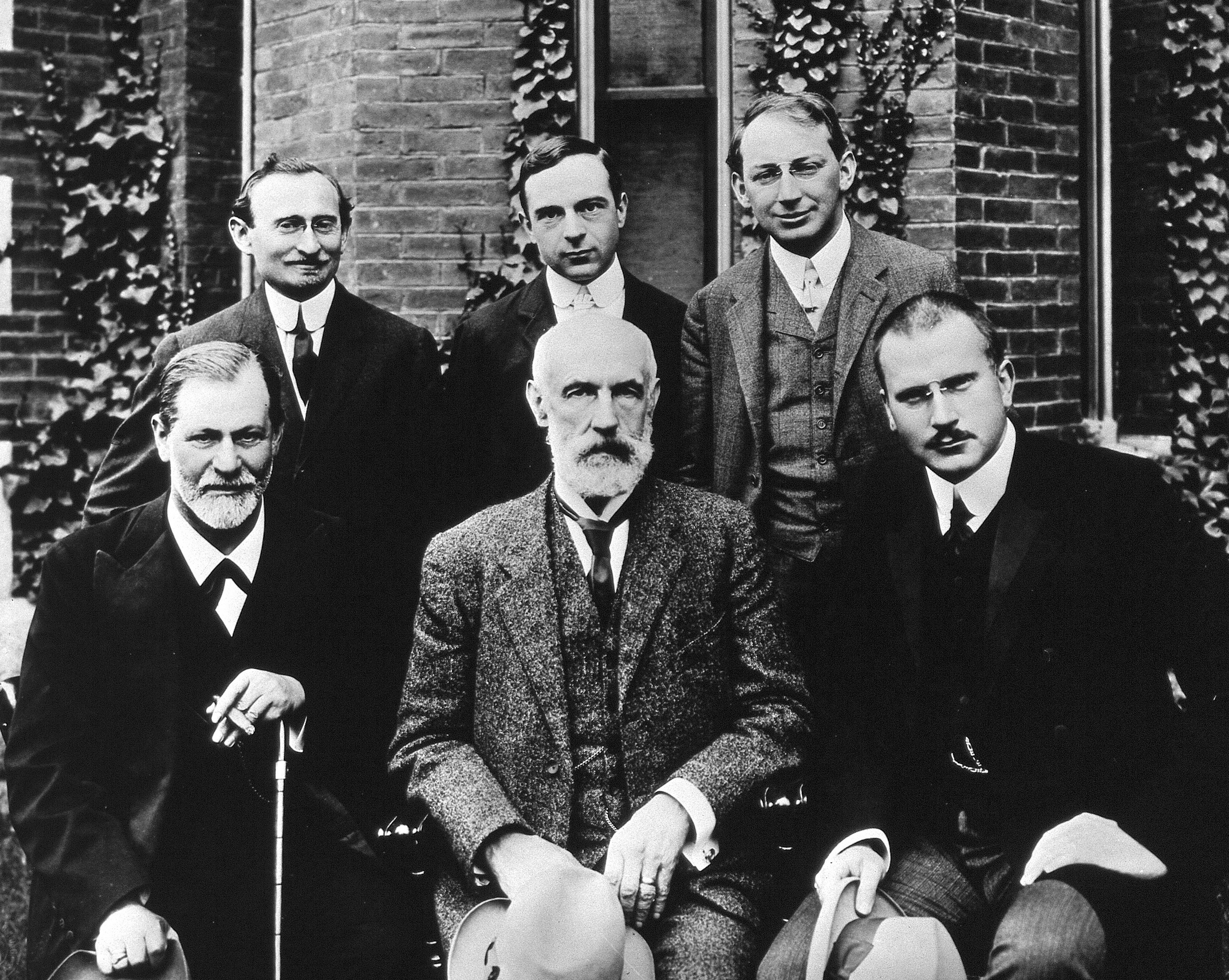
Photo de groupe de 1909 devant l'université Clark. Au premier rang : Sigmund Freud, G. Stanley Hall, Carl Jung. Au deuxième rang : Abraham Brill, Ernest Jones, Sándor Ferenczi.

La psychologie de la religion consiste en l'application de méthodes psychologiques et de cadres interprétatifs à des religions traditionnelles, aussi bien pour des individus religieux que des non-religieux. La science tente de décrire les détails, origines, et usages des croyances et comportements religieux. De nombreuses zones de la religion restent inexplorées par la psychologie[réf. nécessaire]. Contrairement à la neurothéologie, la psychologie étudie seulement les états psychologiques plutôt que neuronaux.
La psychologie de la religion contemporaine inclut plusieurs sous-domaines de recherche : (a) psychologie de la personnalité, psychologie sociale et psychologie interculturelle de la religion, (b) psychologie clinique, de la santé et psychopathologie de la religion, (c) psychologie du développement et de l'éducation religieux et (d) psychologie évolutionniste et sciences cognitives de la religion. Sous le terme "religion" sont inclus différents aspects de la religion (croyances, rites, normes, groupes) et formes de religiosité (p.ex., religiosité commune, fondamentalisme, mysticisme, spiritualité moderne) et de la non-croyance (athéisme, agnosticisme).